# مقهى القرأخانة
مقهى القرأخانة وقرأخانة كلمة تركية وقرأ بالعربية تعني القراءة، وخانة تعني بيت، وقرأخانة معناها (بيت القراءة). و”قراءت خانة”، مصطلح قديم يعني المكان الذي يُقرأ فيه، حيث كان الناس في الماضي يرتادون هذه الأماكن لمطالعة الصحف والمجلات والكتب، إلى جانب إحتساء الشاي والقهوة.
أما في يومنا، فبات الاسم يطلق على المقاهي الشعبية، حيث يتجمع الناس لإحتساء الشاي أو القهوة، وملأ فراغهم بالألعاب بدلاً من القراءة، بشكل عام.
ومقهى القرأخانة وهو واحد من مقاهي بغداد القديمة والمميزة، ويسمى (مقهى عثماني قرأخانة)، والذي كان فريداً من نوعه، أقيم في بغداد وكان منظماً تنظيماً عصرياً من حيث شكل مقاعده، ونوعية المشارب التي يقدمها لزبائنه، ويستطيع الجالس فيه ان يطالع ويقرأ الجرائد التي تصدر في بغداد منها جريدة زوراء، وجرائد أخرى جيء بها من إسطنبول منها «جريدة أقدم وصباح». وهذه الجرائد كانت لبعض الموظفين وأكثرهم من الأتراك. يقع المقهى في جانب الرصافة قرب باب المعظم مقابل جامع الأحمدية ويذكر ان صاحب المقهى إيراني الجنسية، يتقن اللغة الفارسية والتركية والفرنسية غلب عليه اسم المسيو أي أفندي لكثرة تكلمه باللغة الفرنسية، أزيل المقهى عندما تم توسيع شارع الرشيد.